# Carrabelle
Carrabelle város az USA Florida államában, Franklin megyében. Lakosainak száma 2606 fő (2020. április 1.).

## Népesség
A település népességének változása:

| 2010 | 2 778 |
| 2020 | 2 606 |